# Reichsbahndirektion Hamburg
Die Reichsbahndirektion Hamburg (RBD Hmb) war ein Verwaltungsbezirk der Deutschen Reichsbahn.

## Geschichte
Die Reichsbahndirektion (RBD) hatte ihren Ursprung in der 1879 gegründeten Königlich Preußischen Eisenbahndirektion Altona mit Sitz in der damals selbständigen Stadt Altona an der Elbe. Nachdem am 1. April 1920 der Staatsvertrag zur Gründung der Deutschen Reichseisenbahnen (RGBl. S. 773) in Kraft gesetzt und damit die vormaligen Länderbahnen der Hoheit des Deutschen Reiches unterstellt wurden, änderte sich der Name 1922 in Reichsbahndirektion Altona. Mit dem Erlass des Groß-Hamburg-Gesetzes am 1. April 1937 wurde die Stadt Altona zu einem Teil des Landes Hamburg und der Name änderte sich in Reichsbahndirektion Hamburg.
Bis nach dem Kriegsende am 8. Mai 1945 erstreckte sich der Bereich der RBD Hamburg über das Gebiet der preußischen Provinz Schleswig-Holstein mit Ausnahme von Lübeck, das Elbe-Weser-Dreieck ohne Bremen und Wesermünde (seit 1947 Bremerhaven) bis zur Strecke Bremen – Uelzen – Salzwedel, und ragte östlich in der Provinz Brandenburg bis in die Nähe Berlins hinein.
Die in der Sowjetischen Besatzungszone befindlichen Strecken der RBD Hamburg wurden kurze Zeit der am 1. September 1945 speziell dafür gegründeten RBD Wittenberge zugeordnet und mit deren Auflösung am 1. Oktober 1945 auf die RBD Schwerin sowie die wiedergegründete RBD Magdeburg aufgeteilt.
Die RBD Hamburg wurde 1949 in Eisenbahndirektion Hamburg und 1953 zur Bundesbahndirektion Hamburg (BD) umbenannt.
Im Zuge der Bahnreform erfolgte die Auflösung der BD Hamburg zum 1. Januar 1994 und der Bezirk wurde an die neu geschaffenen Regionalbereiche der Deutschen Bahn AG aufgeteilt.

## Direktionsgebäude

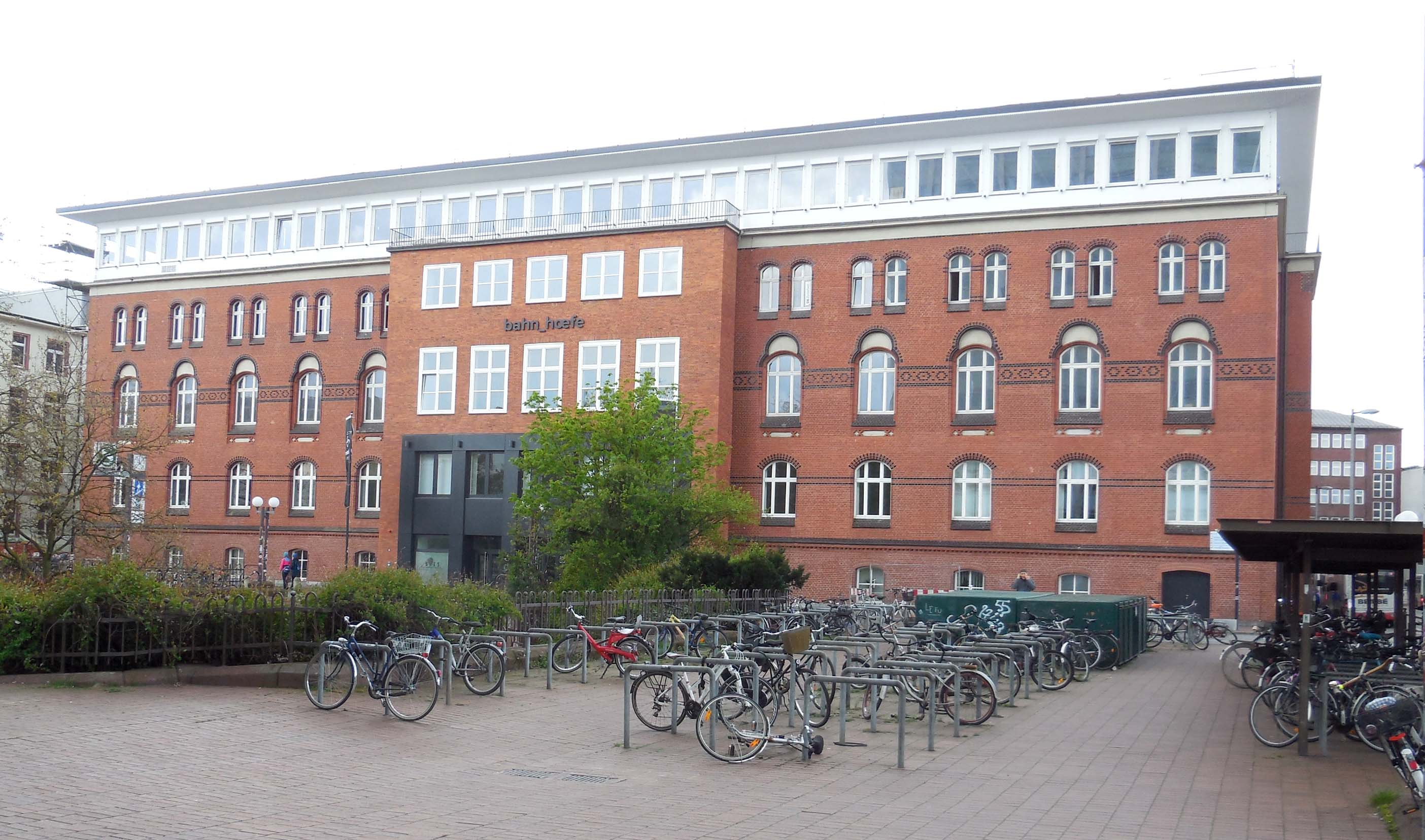
Direktionsgebäude Front an der Museumstraße

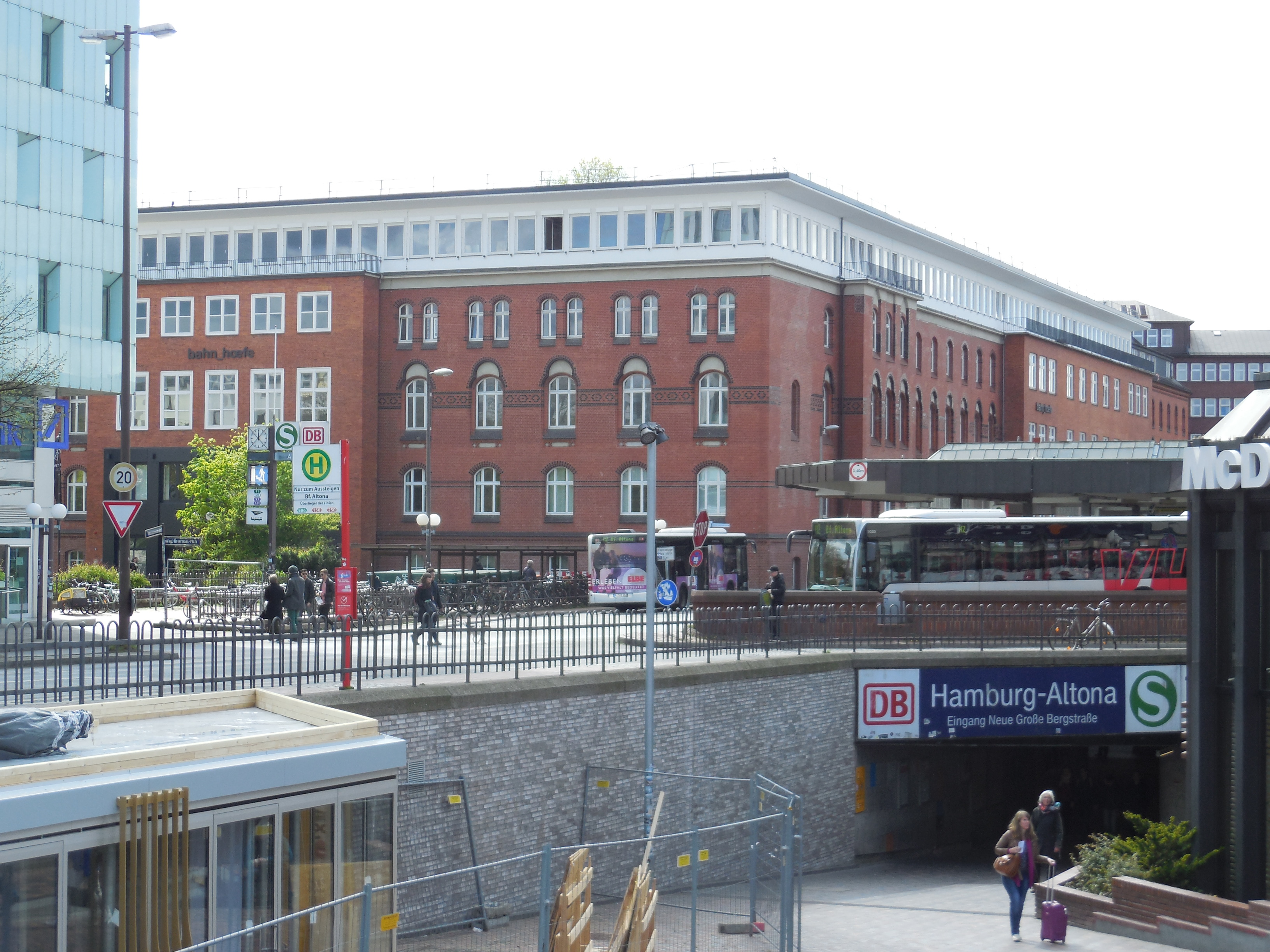
Direktionsgebäude Architektur-Details Nordost-Ecke

Das am 16. Oktober 1895 fertiggestellte und in der Grundsubstanz erhaltene Backsteingebäude der vormals Königlich Preußischen Eisenbahndirektion Altona mit der Hauptfront an der heutigen Museumstraße – dem damaligen Kaiserplatz und gegenüber dem damaligen Hotel Kaiserhof – ist ein mehrflügeliges, repräsentatives Bauwerk ; es befindet sich gänzlich im Stadtteil Hamburg-Ottensen an der Grenze zum Stadtteil Altona-Altstadt und der damaligen Bismarckstraße – heute der Paul-Nevermann-Platz – nimmt eine Grundfläche von 60 m × 125 m ein. Die nördliche Seitenfront liegt parallel und 55 Meter entfernt gegenüber der Südfront des Bahnhofs Altona; parallel zur Museumstraße liegen vier hintereinander angeordnete Flügel, die mit langen Seitenflügeln verbunden sind und dabei drei 550 bis 950 Quadratmeter große Innenhöfe umschließen. Der mittlere Innenhof ist im heutigen Zustand mit einem Glasdach versehen, die beiden anderen Höfe sind nach oben offen, der westliche Hof hat einen öffentlichen Durchgang, der die Straßen Am Felde/Erzbergerstraße mit dem Altonaer Bahnhof und dem dazwischen liegenden Busbahnhof verbindet.
Zu dem Ensemble gehört auch ein später (1934 bis 1936)  an der Straße Am Felde angesetzter Querflügel mit einer Grundfläche von 15 m × 75 m. Dieser steht mit der Adressangabe „Am Felde südlich von Nr. 132, Museumstraße 39“ unter Denkmalschutz. An dessen freier Ecke befindet sich auf Höhe des 1. Stockwerks eine Skulptur; auf dieser hält eine mit einem Kittel bekleidete Person ein Dampflok-Modell auf dem Arm, eine andere Person daneben hält eine Beidarm-Zange, mit der Schienen auf bzw. von den Schwellen gehoben werden können.
Die Hauptgebäude haben ein Souterrain und drei darüberliegende, unterschiedlich hohe Stockwerke, im Ursprungszustand hatten sie rundum Walmdächer mit Dachausbau und Spitzgiebelfronten.
Nach dem Zweiten Weltkrieg mussten die Fronten teilweise neu aufgebaut werden, wobei die ursprünglich bogigen Fenster durch einfache viereckige Durchbrüche ersetzt wurden. Vom nördlichen Seitenflügel und dem östlichen und mittleren Querflügel wurde das ursprüngliche Walmdach durch ein niedriges Dachgeschoss mit Flachdach ersetzt.
Im gegenwärtigen Zustand (2015) sind über den Zugängen der Außenfronten und den innenliegenden Hof-Fassaden die Bezeichnung bahn_hoefe mit erhabenen Buchstaben angebracht. Die Räumlichkeiten werden neben der DB Fernverkehr von verschiedenen kommerziellen Unternehmen und öffentlichen Einrichtungen genutzt.

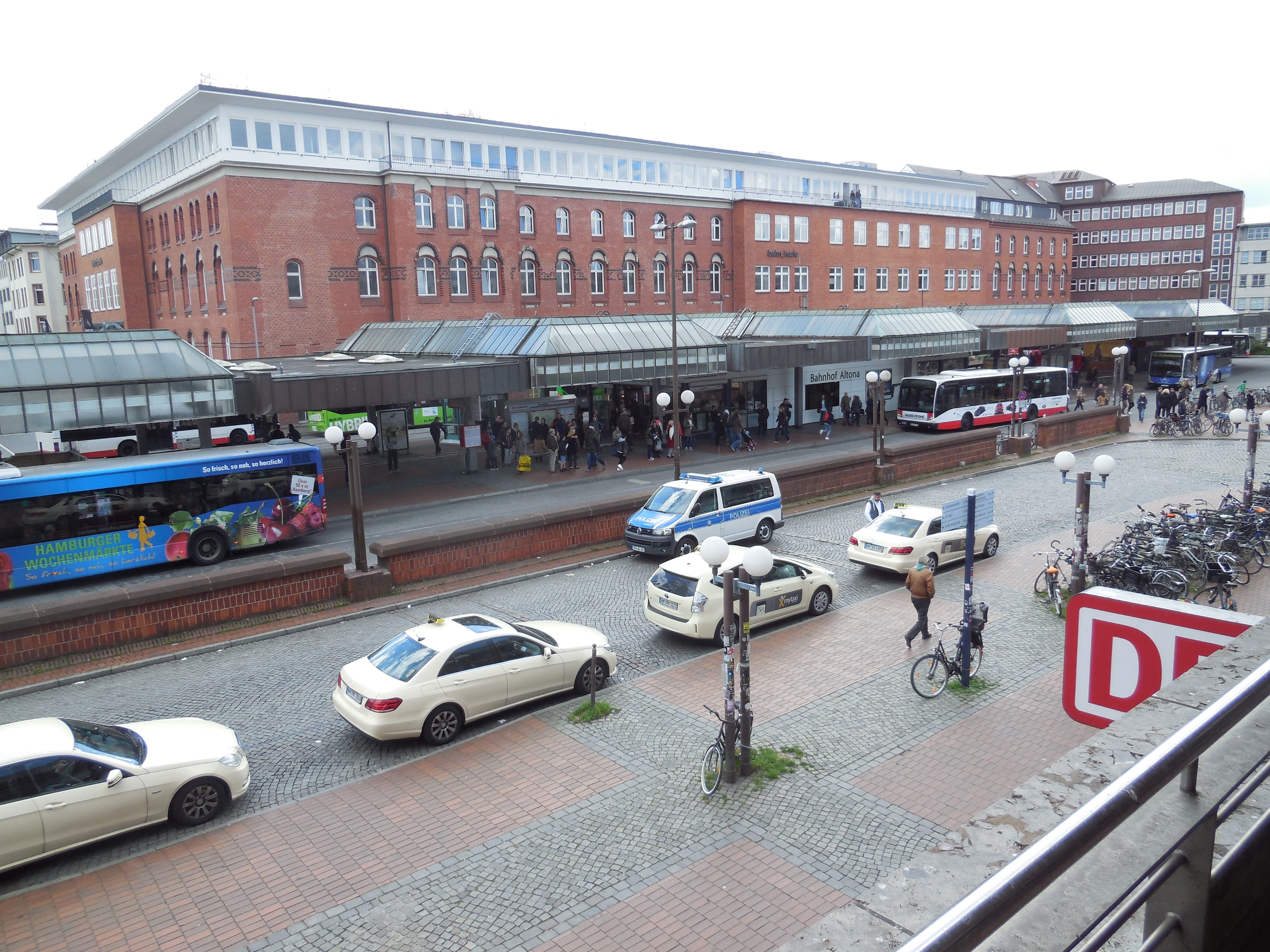
Gebäude Nordseite mit Busbahnhof
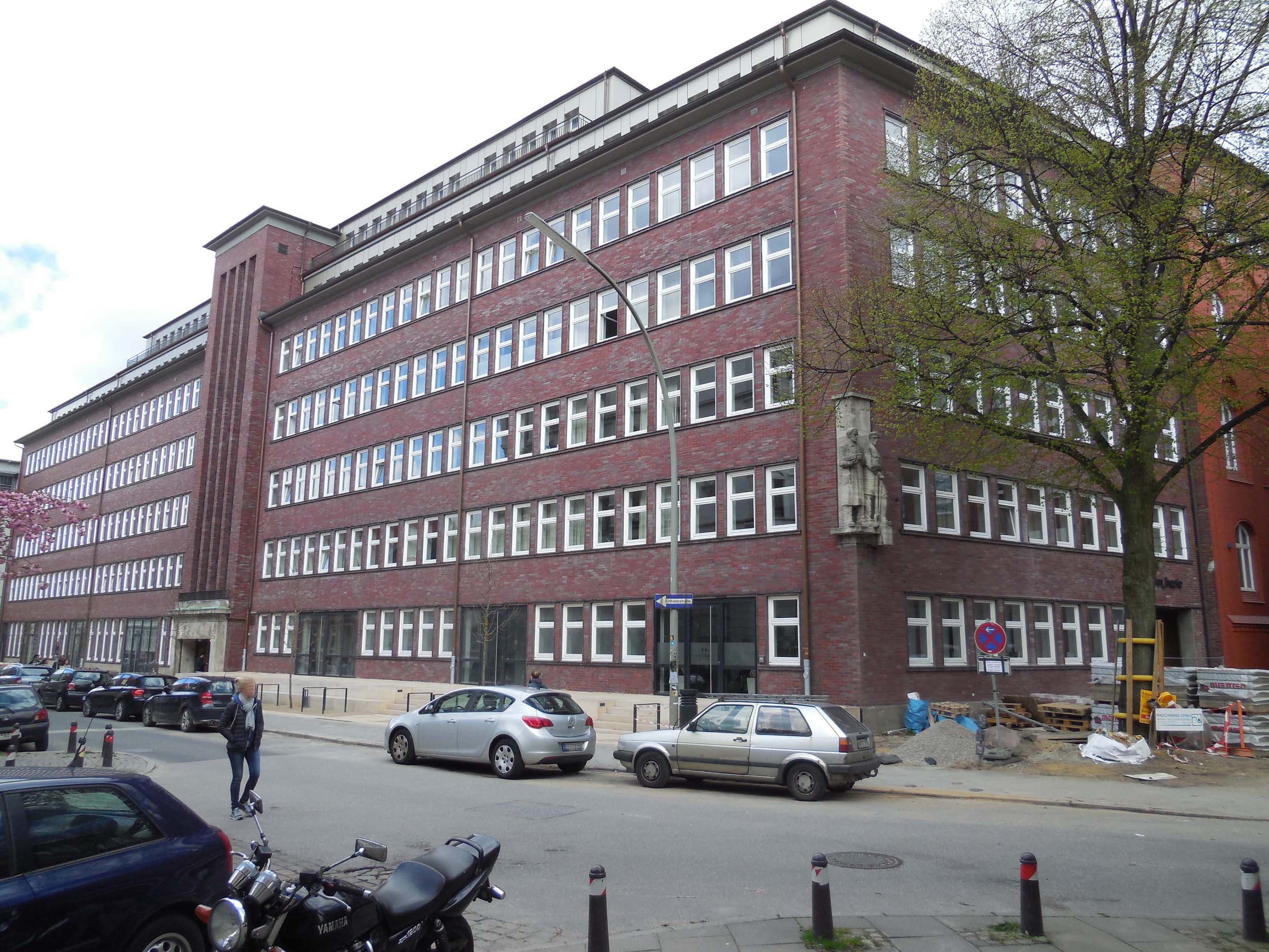
Westlicher Seitenflügel Am Felde
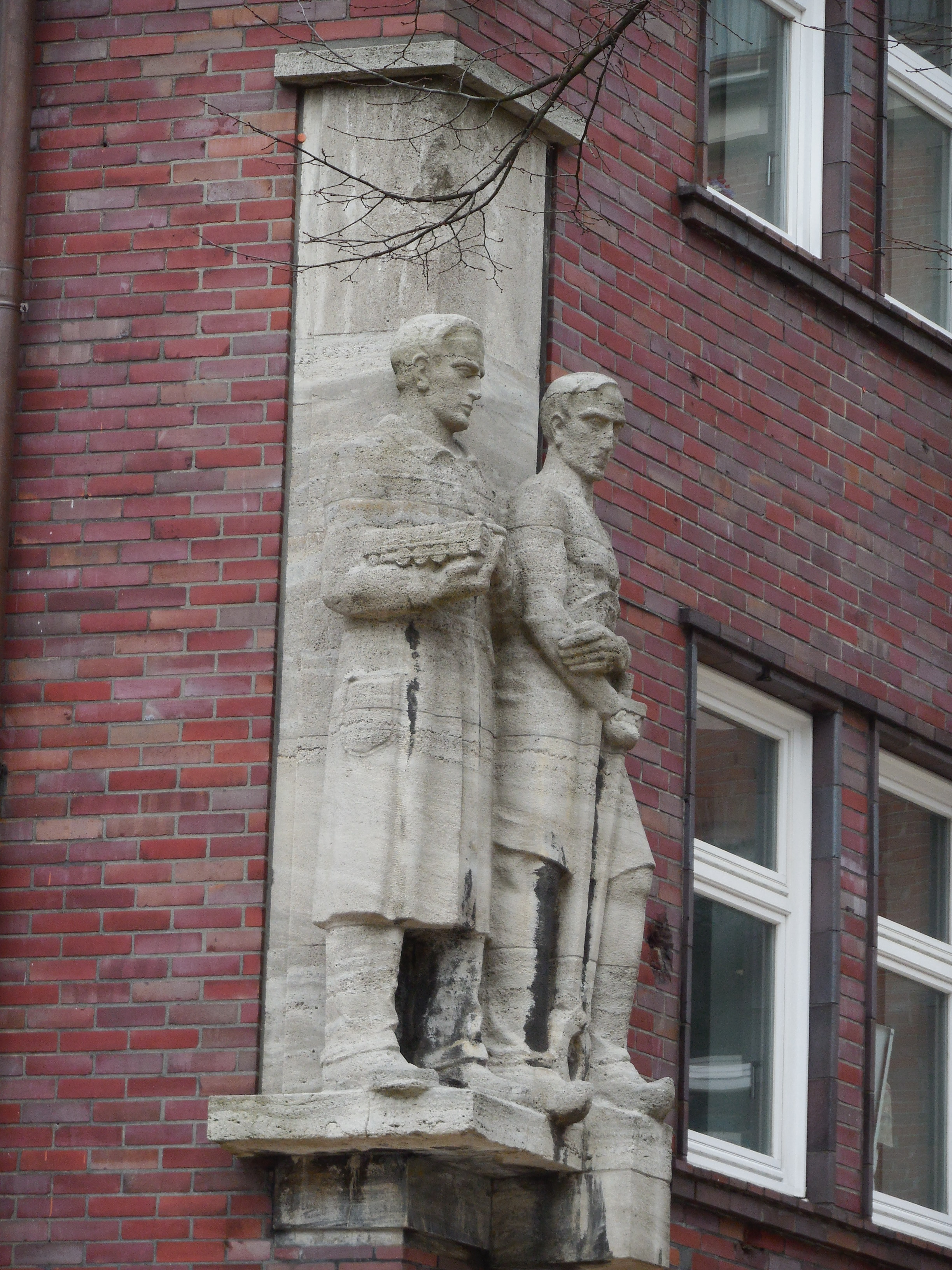
Skulptur am westlichen Seitenflügel
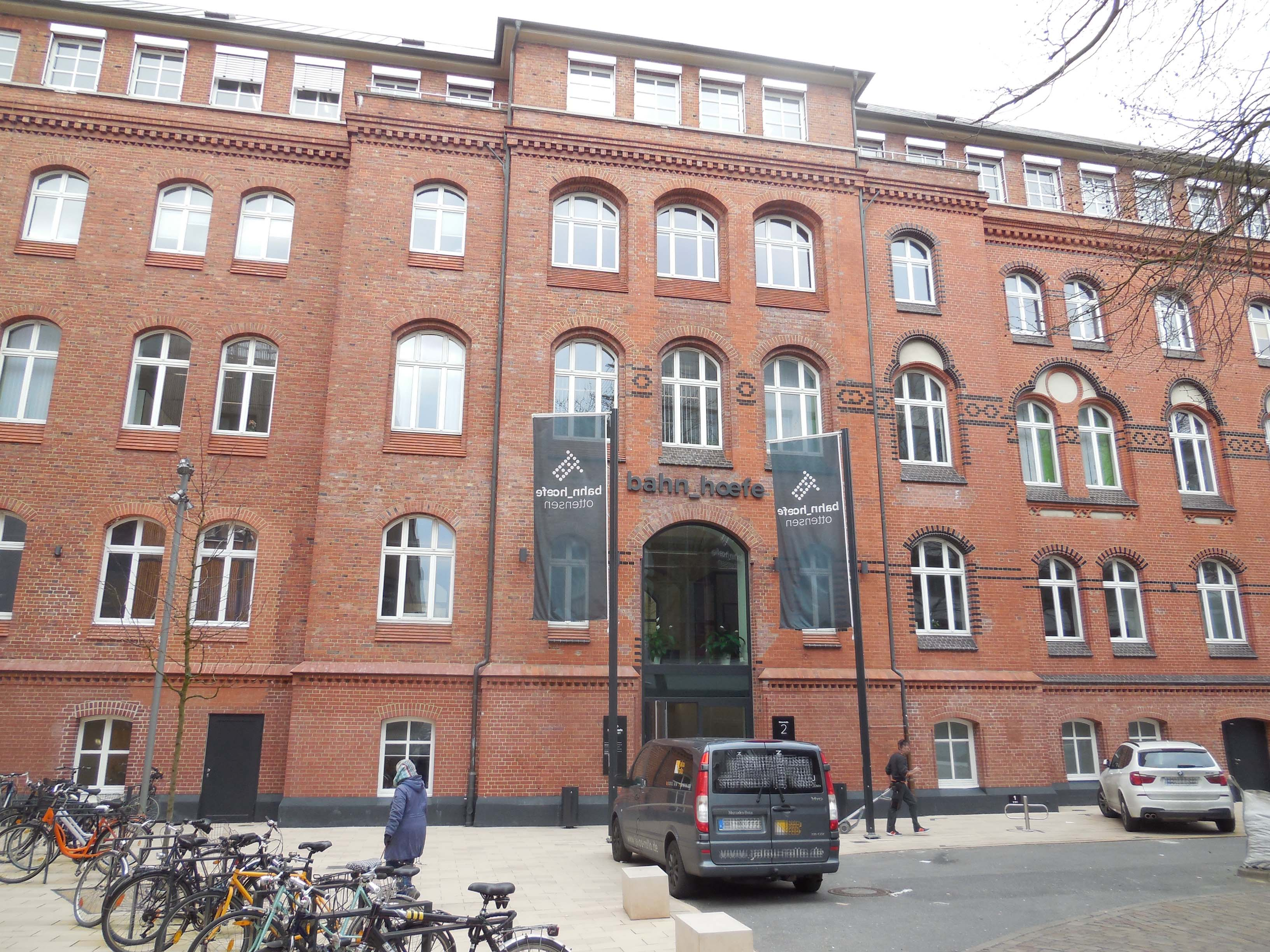
Südliche Frontseite an der Winterstraße

## Bedeutende Strecken
Bedeutende Strecken innerhalb der Direktion sind oder waren:
- die Strecke (Bremen) – Hamburg (Nordteil der ehemaligen Paris-Hamburger Bahn), heute Hamburg–Bremen–Münster–Wanne-Eickel
- die Berlin-Hamburger Bahn: Hamburg – Büchen – Hagenow Land – Wittenberge – (Nauen) (von Büchen / Schwanheide bis Nauen nur bis 1. September 1945)
- die Strecke Uelzen – Hamburg
- die Strecke Lüneburg – Wittenberge
- die Strecke Hamburg-Harburg – Cuxhaven
- die Strecke Hamburg-Altona – Elmshorn – Itzehoe – (Dänemark) bzw. Westerland
- die Strecke Hamburg-Altona – Kiel
- die Strecke Neumünster – Flensburg – (Dänemark)

## Privat- und Kleinbahnen
Folgende Privat- und Kleinbahnen lagen im Bezirk der RBD Hamburg (bzw. Altona)
| - Lübeck-Büchener Eisenbahn (LBE) - Eisenbahngesellschaft Altona – Kaltenkirchen – Neumünster (AKN) - Eutin-Lübecker Eisenbahn-Gesellschaft (ELE) - Bergedorf-Geesthachter Eisenbahn (BGE) - Kreis Oldenburger Eisenbahn AG (KOE) - Kleinbahn-AG Kiel-Schöneberg - Boizenburger Stadt- und Hafenbahn - Rendsburger Kreisbahn (bis 1960) - Südstormarnsche Kreisbahn (VKSt) - Buxtehude-Harsefelder-Eisenbahn GmbH (BHE) - Osthannoversche Eisenbahnen (OHE) - Kreisbahn Eckernförde-Kappeln - Prignitzer Eisenbahn AG - Ruppiner Eisenbahn AG - Wittenberge-Perleberger Eisenbahn - Elmshorn-Barmstedt-Oldesloer Eisenbahn AG - Flensburger Kreisbahn - Schleswiger Kreisbahn - Kreisbahn Eckernförde-Owschlag - Kleinbahn Kiel–Segeberg - Kleinbahn Suchsdorf-Kiel/Wik - Kleinbahn AG Kirchbarkau-Preetz-Lütjenburg - Lübeck-Segeberger Eisenbahn AG - Ratzeburger Kleinbahn | - mit abzweigender Strecke Dermin-Schaalseekanal - Sylter Inselbahn AG - Kleinbahn Niebüll-Dagebüll AG - Amrumer Inselbahn - Kreisbahn des Kreises Norderdithmarschen - Westholsteinische Eisenbahn-Gesellschaft - Uetersener Eisenbahn AG - Kleinbahn Neuhaus-Brahlstorf GmbH - Kleinbahn Wilstedt-Zeven-Tostedt GmbH - Kehdinger Kreisbahn - Kleinbahnen der Kreise West- und Ostprignitz - Kleinbahn Goldbeck-Werben-Elbe - Altonaer Hafenbahn - Hamburger Hafenbahn - Wesselburener Spurbahnen AG - Alsener Kreisbahn - Apenrader Kreisbahn - Haderslebener Kreisbahn - Nordseebad Lakolk AG - Bleckeder Kreisbahn - Altrahlstedt Gbf–Volksdorf - Lüchow-Schmarsauer Eisenbahn - Wandsbeker Industriebahn - Bahnstrecke Gettorf–Stohl |

## Bahnbetriebswerke
Folgende Bahnbetriebswerke befanden sich im Gebiet der RBD Hamburg (bzw. Altona)
| - Bw Buchholz (Kreis Harburg); ab 1931 von RBD Münster - Bw Cuxhaven - Bw Eckernförde, bis mindestens 1926 - Bw Flensburg - Bw Hagenow Land; vom 1. September bis 1. Oktober 1945 zur RBD Wittenberge danach nach zur RBD Schwerin - Bw Hamburg-Altona - Bw Hamburg Berliner Bahnhof - Bw Hamburg-Eidelstedt - Bw Hamburg-Harburg - Bw Hamburg-Ohlsdorf - Bw Hamburg-Rothenburgsort - Bw Hamburg-Wilhelmsburg - Bw Heide | - Bw Heiligenhafen; ab 1941 von Kreis Oldenburger Eisenbahn Gesellschaft an RBD Schwerin und ab 1945 zur RBD Hamburg - Bw Husum - Bw Itzehoe - Bw Kiel - Bw Lübeck; ab 1938 von Lübeck-Büchener Eisenbahn an RBD Schwerin und ab 1945 zur RBD Hamburg - Bw Lüneburg; ab 1931 von RBD Hannover - Bw Neumünster - Bw Puttgarden - Bw Rendsburg - Bw Wittenberge; ab 1920 zur RBD Altona gehörig, vom 1. September bis 1. Oktober 1945 zur RBD Wittenberge danach zur RBD Schwerin |

## Ausbesserungswerke
Im Bereich der Rbd Altona lagen 1939 fünf Ausbesserungswerke:
- RAW Glückstadt
- RAW Neumünster
- RAW Lübeck (ab 1938 nach Verstaatlichung der Lübeck-Büchener Eisenbahn)
- RAW Harburg
- RAW Wittenberge

Darüber hinaus war Altona als geschäftsführende Direktion für das Werkstättenwesen auch für die Ausbesserungswerke der Reichsbahndirektionen Oldenburg (bis zur Auflösung der Direktion 1935), Schwerin, Hannover und Münster zuständig.

## Präsidenten
Die Präsidenten der preußischen Eisenbahndirektion Altona waren
- 1884–1894    Karl Krahn
- 1894–1907    Friedrich Jungnickel
- 1907–1909    Alfred Goepel, vorher Präsident der Eisenbahndirektion Königsberg
- 1909–1913    Gustav Franke
- 1913–1918    Joseph Pape
- 1918–1922    Ernst Schneider

Die Präsidenten der Reichsbahndirektion Altona (später Hamburg) waren
- 1922–1932    Ernst Schneider
- 1932–1935    David Lochte (zuvor: Präsident der Reichsbahndirektion Mainz)
- 1935–1945    Erich Goudefroy (zuvor: Präsident der Reichsbahndirektion Mainz)
- 1945–1945    Friedrich Stratthaus (geschäftsführend)

Die Präsidenten der Eisenbahndirektion Hamburg (1945–1953) waren
- 1945–1949    Kurt Nitschmann
- 1950–1952    Fritz Schelp

Die Präsidenten der Bundesbahndirektion Hamburg waren
- 1952–1964    Walther Helberg
- 1964–1972    Artur Petzoldt
- 1972–1976    Kuno Mohr
- 1976–1993    Herbert Heise